# BRIT Awards/British Male Solo Artist
Der BRIT Award for British Male Solo Artist wurde bereits bei der Einführung der BPI Awards 1977 von der British Phonographic Industry (BPI) verliehen. Es handelt sich um einen Preis, der an männliche Solokünstler aus dem vereinigten Königreich vergeben wird.
Die Gewinner und Nominierten werden von einem Komitee bestehend aus über eintausend Mitgliedern gewählt. Das Wahlkomitee besteht aus verschiedenen Mitarbeitern von Plattenfirmen und Musikzeitschriften, Manager und Agenten, Angehörigen der Medien sowie vergangene Gewinner und Nominierte.
Am häufigsten gewann Robbie Williams, der den Award vier Mal gewinnen konnten. Am Häufigsten nominiert wurden Phil Collins und Elton John, die beide acht Nominierungen erhielten.
Der Award wurde letztmals 2021 vergeben.

## Übersicht
| Jahr | Gewinner           | Nominierte                                                                            |
| ---- | ------------------ | ------------------------------------------------------------------------------------- |
| 1977 | Cliff Richard      | - Elton John - Tom Jones - Rod Stewart                                                |
| 1982 | Cliff Richard      | - Elvis Costello - Shakin’ Stevens                                                    |
| 1983 | Paul McCartney     | - Phil Collins - Cliff Richard - Shakin’ Stevens                                      |
| 1984 | David Bowie        | - Elton John - Paul McCartney - Cliff Richard - Paul Young                            |
| 1985 | Paul Young         | - David Bowie - Howard Jones - Nik Kershaw - Paul McCartney                           |
| 1986 | Phil Collins       | - Elton John - Sting - Midge Ure - Paul Young                                         |
| 1987 | Peter Gabriel      | - Phil Collins - Chris de Burgh - Billy Ocean - Robert Palmer                         |
| 1988 | George Michael     | - Rick Astley - Chris Rea - Cliff Richard - Steve Winwood                             |
| 1989 | Phil Collins       | - George Michael - Robert Palmer - Chris Rea - Steve Winwood                          |
| 1990 | Phil Collins       | - Roland Gift - Van Morrison - Chris Rea - Cliff Richard                              |
| 1991 | Elton John         | - Phil Collins - George Michael - Van Morrison - Robert Smith - Jimmy Somerville      |
| 1992 | Seal               | - Phil Collins - Elton John - George Michael - Van Morrison - Kenny Thomas            |
| 1993 | Mick Hucknall      | - Eric Clapton - Joe Cocker - Phil Collins - Elton John - George Michael              |
| 1994 | Sting              | - Apache Indian - Van Morrison - Rod Stewart - Paul Weller                            |
| 1995 | Paul Weller        | - Eric Clapton - Elvis Costello - Morrissey - Seal                                    |
| 1996 | Paul Weller        | - Edwyn Collins - Van Morrison - Jimmy Nail - Tricky                                  |
| 1997 | George Michael     | - Mick Hucknall - Mark Morrison - Sting - Tricky                                      |
| 1998 | Finley Quaye       | - Gary Barlow - Elton John - Paul Weller - Robbie Williams                            |
| 1999 | Robbie Williams    | - Ian Brown - Bernard Butler - Fatboy Slim - Lynden David Hall                        |
| 2000 | Tom Jones          | - David Bowie - Ian Brown - Van Morrison - Sting                                      |
| 2001 | Robbie Williams    | - Badly Drawn Boy - Craig David - Fatboy Slim - David Gray                            |
| 2002 | Robbie Williams    | - Aphex Twin - Ian Brown - Craig David - Elton John                                   |
| 2003 | Robbie Williams    | - Badly Drawn Boy - Craig David - David Gray - The Streets                            |
| 2004 | Daniel Bedingfield | - Badly Drawn Boy - David Bowie - Dizzee Rascal - Will Young                          |
| 2005 | The Streets        | - Jamie Cullum - Lemar - Morrissey - Will Young                                       |
| 2006 | James Blunt        | - Antony and the Johnsons - Ian Brown - Robbie Williams - Will Young                  |
| 2007 | James Morrison     | - Jarvis Cocker - Lemar - Paolo Nutini - Thom Yorke                                   |
| 2008 | Mark Ronson        | - Newton Faulkner - Richard Hawley - Jamie T - Mika                                   |
| 2009 | Paul Weller        | - Ian Brown - James Morrison - The Streets - Will Young                               |
| 2010 | Dizzee Rascal      | - Calvin Harris - Mika - Paolo Nutini - Robbie Williams                               |
| 2011 | Plan B             | - Robert Plant - Mark Ronson - Tinie Tempah - Paul Weller                             |
| 2012 | Ed Sheeran         | - James Blake - Noel Gallagher’s High Flying Birds - Professor Green - James Morrison |
| 2013 | Ben Howard         | - Calvin Harris - Richard Hawley - Olly Murs - Plan B                                 |
| 2014 | David Bowie        | - James Blake - Jake Bugg - John Newman - Tom Odell                                   |
| 2015 | Ed Sheeran         | - Damon Albarn - George Ezra - Paolo Nutini - Sam Smith                               |
| 2016 | James Bay          | - Aphex Twin - Calvin Harris - Jamie xx - Mark Ronson                                 |
| 2017 | David Bowie        | - Craig David - Kano - Michael Kiwanuka - Skepta                                      |
| 2018 | Stormzy            | - Loyle Carner - Liam Gallagher - Rag'n'Bone Man - Ed Sheeran                         |
| 2019 | George Ezra        | - Aphex Twin - Craig David - Giggs - Sam Smith                                        |
| 2020 | Stormzy            | - Lewis Capaldi - Dave - Michael Kiwanuka - Harry Styles                              |
| 2021 | J Hus              | - Joel Corry - Headie One - AJ Tracey - Yungblud                                      |

## Statistik
| Nominierungen | Künstler         |
| ------------- | ---------------- |
| 8             | Phil Collins     |
| 8             | Elton John       |
| 7             | Robbie Williams  |
| 6             | David Bowie      |
| 6             | George Michael   |
| 6             | Van Morrison     |
| 6             | Cliff Richard    |
| 6             | Paul Weller      |
| 5             | Ian Brown        |
| 5             | Craig David      |
| 4             | Sting            |
| 4             | Will Young       |
| 3             | Aphex Twin       |
| 3             | Badly Drawn Boy  |
| 3             | Calvin Harris    |
| 3             | Paul McCartney   |
| 3             | James Morrison   |
| 3             | Paolo Nutini     |
| 3             | Chris Rea        |
| 3             | Mark Ronson      |
| 3             | Ed Sheeran       |
| 3             | The Streets      |
| 3             | Paul Young       |
| 2             | James Blake      |
| 2             | Elvis Costello   |
| 2             | Eric Clapton     |
| 2             | Dizzee Rascal    |
| 2             | George Ezra      |
| 2             | Fatboy Slim      |
| 2             | David Gray       |
| 2             | Richard Hawley   |
| 2             | Mick Hucknall    |
| 2             | Tom Jones        |
| 2             | Michael Kiwanuka |
| 2             | Lemar            |
| 2             | Mika             |
| 2             | Morrissey        |
| 2             | Robert Palmer    |
| 2             | Plan B           |
| 2             | Seal             |
| 2             | Sam Smith        |
| 2             | Shakin’ Stevens  |
| 2             | Rod Stewart      |
| 2             | Stormzy          |
| 2             | Tricky           |
| 2             | Steve Winwood    |

| Awards | Künstler        |
| ------ | --------------- |
| 4      | Robbie Williams |
| 3      | David Bowie     |
| 3      | Phil Collins    |
| 3      | Paul Weller     |
| 2      | George Michael  |
| 2      | Cliff Richard   |
| 2      | Ed Sheeran      |
| 2      | Stormzy         |